# اسماعیل عیسی‌قوف
اسماعیل عیسی‌قوویچ عیسی‌قوف (به قرقیزی: Исмаил Исакович Исаков) (زاده ۱۱ ژوئن ۱۹۵۰) یک سیاستمدار و سپهبد نیروهای مسلح جمهوری قرقیزستان است که با عنوان وزیر دفاع قرقیزستان خدمت کرده است.

## اوایل زندگی، تحصیلات و حرفه
اسماعیل عیسی‌قوف در ۱۱ ژوئن ۱۹۵۰ در صوفی قرغان به دنیا آمد. در سال ۱۹۷۳ از مدرسه عالی فرماندهی تسلیحاتی تاشکند فارغ‌التحصیل شد و به عنوان فرمانده یک دسته تفنگ موتوری گروه نیروهای جنوب خدمت کرد.
در سال ۱۹۸۴ از آکادمی نظامی فرونزه فارغ‌التحصیل شد. از سال ۱۹۸۴ تا ۱۹۹۵ از سمت رئیس ستاد هنگ به معاون اول وزیر دفاع جمهوری قرقیزستان رسید.
او به عنوان بخشی از نیروهای جمعی حافظ صلح در جمهوری تاجیکستان وظایفی را برای تقویت مرزهای تاجیکستان و افغانستان انجام داد. در سال ۱۹۹۶ در آکادمی ستاد کل نیروهای مسلح روسیه تحصیل کرد و درجه سرلشکر را دریافت کرد.
عیسی‌قوف در ۲۶ مارس ۲۰۰۵ به عنوان سرپرست وزیر دفاع منصوب شد و در سپتامبر ۲۰۰۵ به عنوان وزیر دفاع منصوب گشت و تا ۲۶ مه ۲۰۰۸ که دبیر شورای امنیت قرقیزستان شد، خدمت کرد.
عیسی‌قوف در سال ۲۰۰۵ با دونالد رامسفلد وزیر دفاع ایالات متحده ملاقات کرد و اعلام کرد که ایالات متحده می‌تواند به استفاده از پایگاه هوایی مناس برای حمایت از جنگ در افغانستان ادامه دهد.
در ۱۰ نوامبر ۲۰۱۰ عیسی‌قوف به‌عنوان عضو حزب سوسیال دموکرات قرقیزستان در شورای عالی سوگند یاد کرد.